# Hyalinobatrachium ruedai
Hyalinobatrachium ruedai is een kikker uit de familie glaskikkers (Centrolenidae). De soort werd voor het eerst wetenschappelijk beschreven door Pedro Miguel Ruíz-Carranza en John Douglas Lynch in 1998.
De kikker komt voor in delen van Zuid-Amerika en leeft in de landen Colombia en Ecuador. Mogelijk komt de soort daarnaast ook voor in Peru.